# 帰らんちゃよか
「帰らんちゃよか」（かいらんちゃよか）は、関島秀樹が作詞・作曲し、のちにばってん荒川と島津亜矢が歌った曲。「帰らんちゃよか」とは、熊本弁で「帰らなくてもいいよ」という意味で、関島・荒川・島津3人とも熊本県出身である。

## 制作
歌詞は全編が熊本弁で、都会で働く子供のことを、郷里から気遣う親心を歌っている。作詞・作曲者の関島は若いころ、教職を志して熊本から上京したものの採用試験に落ち、叙情フォーク全盛の時代にあってギター片手にバンド活動にのめりこんでやがて音楽を志し、活動拠点とした京都で長女をもうけたことで、親子の愛情と絆の大事さがようやく身に染みるようになった。そして故郷に残した両親の心情を思い、「生きたらよか」のタイトルで1995年に本曲を作詞・作曲した。

## バリエーション

### ばってん荒川版
ばってん荒川は本曲を「帰らんちゃよか」とタイトルを変え、1996年にキングレコードからリリースした自身の40周年記念ベストアルバム『生きたらよか』に収録した。以降、自身が司会を務める「おじゃ町テレビ」（TVQ九州放送）のテーマソングになるなど、代表曲として歌唱を続けた。

### 島津亜矢版
島津亜矢は荒川が歌うこの歌に感銘を受け、荒川に直接「私にもこの曲を歌わせて下さい」と頼み「お前ならよかたい!大切に歌わなんぞ!」と快諾され、2004年5月26日にテイチクレコードからシングルとして発売した。島津もかつて歌手を志して単身上京する際、親しかった母から「（自分が選んだ道を進む以上）中途半端は許さない」と厳しく言い渡され、故郷から遠く離れた子を気遣う親の心情に思うところがあった。
その後、島津は「NHK歌謡コンサート」などの歌番組で度々この曲を歌い、ばってん荒川とも「BS日本のうた」で共演し、一緒に同曲を歌唱している。
2015年の『紅白歌合戦』にこの曲で出場した際には、「14歳で上京した時、色んな夢とか希望を胸にして、熊本をあとにした思いをこの場で歌わせていただけるというのは、本当にありがたい」と曲への想いを語った。

### 関島秀樹版
本曲を作詞作曲した関島は、荒川がカバーしてから約1年半後の1997年5月26日発売のアルバム『SERENADE（セレナーデ）』に「生きたらよか」を収録したが、荒川に敬意を表する意味で、荒川の生前はシングルとして発売することは考えていなかった。しかし、2006年に荒川が死去したことを受けて、追悼盤として2007年7月15日に1997年当時の録音でシングルカットされた。

## 生きとるシリーズ
作詞・作曲した関島秀樹によると、この曲は「生きとる」シリーズの第2弾である。
1. 生きとるけん - 1989年発売『Goodbye Yesterday』収録[15]
2. 生きたらよか（帰らんちゃよか）
3. 生きとるよ - 2006年9月21日発売『拝啓 元気です』収録[16]
4. 生きてきた - 2015年12月25日発売『DOKONI ITEMO（どこにいても）』収録[17]